# Izaak I z Optiny
Izaak, imię świeckie: Iwan Iwanowicz Antimonow (ur. 19 maja?/31 maja 1810 w Kursku, zm. 10 sierpnia?/22 sierpnia 1894 w Kozielsku) – święty mnich prawosławny, jeden z Świętych Starców Optyńskich. 

## Życiorys
Urodził się w rodzinie kupieckiej, gdzie otrzymał surowe religijne wychowanie. Jako młody człowiek zaczął rozważać wstąpienie do monasteru, jednak ostatecznie do 36 roku pracował razem z ojcem w handlu. Ostatecznym impulsem stało się dla niego złożenie ślubów zakonnych przez jego starszego brata Michaiła. W 1847 został posłusznikiem w Pustelni Optyńskiej. Stał się równocześnie jednym z uczniów duchowych starca Makarego. Równocześnie pracował w klasztornej pasiece, piekarni i śpiewał w chórze monasterskim. W 1854 złożył śluby wieczyste. W roku następnym został hierodiakonem, a w 1858 hieromnichem.
Dwa lata później ciężko chory Makary nakazał Izaakowi przejście pod opiekę starca Ambrożego. Natomiast dwa lata później, po śmierci przełożonego monasteru mnicha Mojżesza, jego następcą został wyznaczony właśnie mnich Izaak. Pełnił on tę funkcję do końca życia. Kontynuował podjętą przez poprzednika działalność budowlaną: wzniesienie cerkwi Wszystkich Świętych na cmentarzu monasterskim, wymianę ikonostasu w cerkwi Kazańskiej Ikony Matki Bożej, organizację szpitala prowadzonego przez zakonników i jego cerkwi św. Hilariona Wielkiego, otwarcie fabryki świec. Nabył również nowe ziemie dla urządzenia sadów i ogrodów.
Jako ihumen, a od 1885 archimandryta, pozostawał pod opieką starca Ambrożego. Utrzymywał w monasterze surową regułę opartą na osobistych wyrzeczeniach i ascezie. W ostatnich latach życia jego zdrowie uległo znacznemu pogorszeniu. Wówczas przyjął śluby wielkiej schimy, zachowując dotychczasowe imię. Zmarł 22 sierpnia 1894 w monasterze.
Kanonizowany 26 lipca 1996 razem z innymi starcami optyńskimi. Jest określany jako Izaak I dla odróżnienia od innego świętego mnicha Pustelni Optyńskiej noszącego to samo imię.